# Junior Monaco Kart Cup

Le circuit F1 de Monaco avec le nom des rues et des virages. Le tracé réservé aux karting va du virage 12 au virage 17.

La Junior Monaco Kart Cup est une épreuve de karting dirigée par la CIK-FIA et organisée par l'Automobile Club de Monaco. Elle a lieu chaque année à Monaco.
L'événement voit de jeunes pilotes s'affronter au volant de karts KF3, une classe réservée aux meilleurs pilotes âgés de 12 à 15 ans. Le circuit pour les kartings emprunte la partie inférieure de la célèbre piste de Formule 1, située sur une grande partie du port. Le tracé passe au virage du bureau de Tabac, autour de la piscine, puis sur à la Rascasse avant d'entrer dans la voie des stands du circuit F1. De retour au niveau du bureau de tabac, une rampe et une épingle à cheveux relient cette partie de la voie à la section portuaire.

## Vainqueurs
| Année          | Driver             | Chassis / Moteur / Pneus    | Report  |
| -------------- | ------------------ | --------------------------- | ------- |
| 1995           | Eric Salignon      | n/a                         | Rapport |
| 1996           | Nelson van der Pol | n/a                         | Rapport |
| 1997           | Marvin Bylitza     | n/a                         | Rapport |
| 1998           | Robert Kubica      | n/a                         | Rapport |
| 1999           | Robert Kubica      | n/a                         | Rapport |
| 2000           | Jérôme d'Ambrosio  | n/a                         | Rapport |
| 2001           | Sebastian Vettel   | n/a                         | Rapport |
| 2002           | Alexander Sims     | Maranello / Maxter / Vega   | Rapport |
| 2003 2004 2005 |                    |                             |         |
| 2006           | Scott Jenkins      | Intrepid / Parilla / –      | Rapport |
| 2007           | Max Goff           | Maranello / XTR / Dunlop    | Rapport |
| 2008           | Brandon Maïsano    | Intrepid / TM / -           | Rapport |
| 2009           | Carlos Sainz       | FA Kart / Vortex / Vega     | Rapport |
| 2010           | Charles Leclerc    | Sodikart / Parilla / Dunlop | Rapport |